# Мариотти, Луиджи
Луиджи Мариотти (итал. Luigi Mariotti; 23 ноября 1912, Флоренция, Королевство Италия — 27 декабря 2004, там же) — итальянский государственный деятель, министр здравоохранения (1966—1968 и 1970—1972), министр транспорта и гражданской авиации Италии (1968—1969).

## Биография
Получил высшее бухгалтерское образование. Имел докторскую степень в области экономических и коммерческих наук.
В 1966—1968 и 1970—1972 гг. — министр здравоохранения Италии. Социалист-реформист, он заложил основу для созданной через несколько лет (в 1978 г.) Национальной службы здравоохранения. В 1968 г. сумле добиться принятия так называемого «закона Мариотти», в котором были изложены положения о больницах и помощи больницам, с помощью которых прошла масштабная реформа отрасли, которая перевела больницы в разряд государственных учреждений в отличие от клиник Агентства по оказанию помощи типа Институт общественной помощи и благотворительности (IPAB). Выступал противником либералов и части христианских демократов, отвергавших принцип универсальности распределения благосостояния.
В 1968—1969 гг. — министр транспорта и гражданской авиации Италии.
Член Сената Италии (1953—1968), член Палаты депутатов (1968—1979). Заместитель председателя Палаты депутатов (1976—1979). 
Его имя фигурировало в списках членов масонской ложи P2.